# Wisconsinterritoriet
Wisconsinterritoriet (engelska: Wisconsin Territory) var ett amerikanskt federalt territorium, som fanns under perioden 3 juli 1836-29 maj 1848. Därefter uppgick östra delen i den amerikanska delstaten Wisconsin. Belmont utsågs först till huvudstad, men i oktober 1836 flyttades huvudstaden till Madison.

## Tillkomst
Territoriet bildades 1836, genom en delning av Michiganterritoriet, så att de delar som inte skulle ingå i den nya staten Michigan fick bilda det nya Wisconsinterritoriet.

## Delning 1838
Wisconsinterritoriet delades 1838, genom att de västra delarna, omfattande den nuvarande delstaten Iowa, de västra delarna av nuvarande Minnesota, samt de östra delarna av nuvarande North Dakota och South Dakota bildade det nya Iowaterritoriet.

## Delning 1848
De återstående delarna av Wisconsinterritoriet delades 1848, när den södra delen bildade staten Wisconsin och de nordvästra delarna överfördes till det 1849 bildade Minnesotaterritoriet.

## Sekreterare
- John S. Horner 1836-37
- William B. Slaughter 1837-41
- Francis J. Dunn 1841
- Alexander P. Field 1841-43
- George Rogers Clark Floyd 1843-46
- John Catlin 1846-48